# Аруна (рід)
Ару́на (Myiornis) — рід горобцеподібних птахів родини тиранових (Tyrannidae). Представники цього роду мешкають в Центральній і Південній Америці.

## Опис
Аруни — дрібні пташки, одні з найменших горобцеподібних птахів світу. Їхня середня довжина становить 7-10 см, а вага — 5-9 г. Аруни мають дуже короткі хвости. Вони живуть на узліссях вологих рівнинних тропічних лісів, ведуть прихований спосіб життя.

## Таксономія і систематика
Молекулярно-генетичне дослідження, проведене Телло та іншими в 2009 році дозволило дослідникам краще зрозуміти філогенію родини тиранових. Згідно із запропонованою ними класифікацією, рід Аруна (Myiornis) належить до родини Пікопланові (Rhynchocyclidae), підродини Мухоловоклинодзьобних (Todirostrinae). До цієї підродини систематики відносять також роди  Чорночубий мухолов (Taeniotriccus), Великий мухоїд (Cnipodectes), Мухолов-клинодзьоб (Todirostrum), Мухолов (Poecilotriccus), Тітіріджі (Hemitriccus), Жовтоокий тиранчик (Atalotriccus), Тиранчик-чубань (Lophotriccus) і Криводзьоб (Oncostoma). Однак більшість систематиків не визнає цієї класифікації.

## Види
Виділяють чотири види:
- Аруна східна (Myiornis auricularis)
- Аруна білогруда (Myiornis albiventris)
- Аруна чорноголова (Myiornis atricapillus)
- Аруна короткохвоста (Myiornis ecaudatus)

## Етимологія
Наукова назва роду Myiornis походить від сполучення слів дав.-гр. μυια — муха і ορνις — птах.